# Moulay Abdelkrim
Moulay Abdelkrim  (in arabo مولاي عبد الكريم‎?) è un centro abitato e comune rurale del Marocco situato nella provincia di Taounate, regione di Fès-Meknès. Conta una popolazione di 7 392 abitanti (censimento 2014).